# Bielczyk (ptak)
Bielczyk, koliber białoszyi (Leucochloris albicollis) – gatunek małego ptaka z rodziny kolibrowatych (Trochilidae). Jedyny przedstawiciel rodzaju Leucochloris. Występuje w Ameryce Południowej. Obecnie nie zagraża mu wyginięcie.

## Taksonomia
Po raz pierwszy opis bielczyka ukazał się w roku 1818, jego autorem był Louis Jean Pierre Vieillot. Opisany został w dziele Nouveau dictionnaire d'histoire naturelle pod hasłem Oiseau-mouche jako Oiseau-mouche a gorge blanche (fr. koliber z białym gardłem). Otrzymał nazwę naukową Trochilus albicollis. Holotyp pochodził z Brazylii, lecz nie podano dokładnej lokalizacji; został przekazany do zbiorów Muzeum Historii Naturalnej w Paryżu.
Do monotypowego rodzaju Leucochloris wydzielił bielczyka Ludwig Reichenbach w roku 1854, ptak otrzymał nazwę naukową Leucochloris albicollis. Według IOC gatunek należy do tego właśnie monotypowego rodzaju; nie wydziela się podgatunków.
Etymologia nazwy naukowej
Nazwa rodzajowa Leocochloris pochodzi od dwóch greckich słów – leucos, czyli biały, oraz khlōros (zielony). Nazwa gatunkowa albicollis oznacza z łaciny „białoszyi”. John Gould odnotował, że lokalna nazwa na południu Brazylii brzmi Papa branca.
Mieszańce międzygatunkowe
Jednokrotnie odnotowano osobnika, który najprawdopodobniej był hybrydą bielczyka ze złocikiem złotobrzuchym (Chlorostilbon aureoventris).

## Morfologia

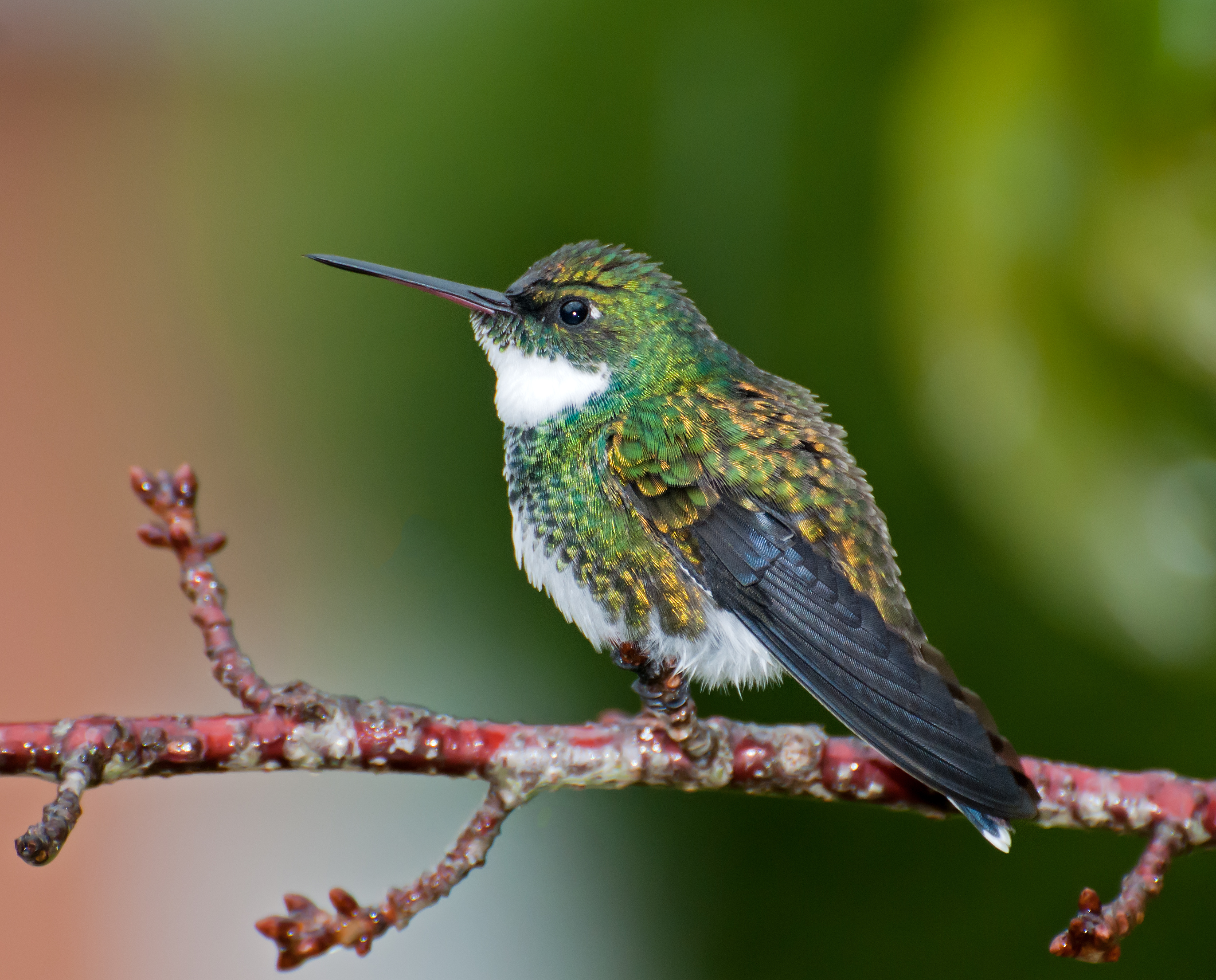
Zdjęcie wykonane w Campos do Jordão (Brazylia)

W pierwszym opisie podano przybliżoną długość ciała 3¾ cala (ok. 9,5 cm). Dla dziesięciu zbadanych osobników, zebranych w Brazylii, wymiary są następujące: całkowita długość ciała 108,5–113,5 mm (większa niż w pierwszym opisie), skrzydła – 59,5–62 mm, ogona – 31,5–35 mm, dzioba – 21–21,5 mm, zaś skoku – 4–4,5 mm. Całkowita powierzchnia skrzydeł wynosi 25,6 cm², masa ciała zaś około 6 gramów dla samca, dla samicy 4,5 g.
Dziób prosty, dłuższy od głowy, szeroki u nasady. Pióra na czole nachodzą na nozdrza, zasłaniając je. Skrzydła długie, sięgają końca ogona. Ogon, gdy złożony, wykazuje zaokrąglenie. Dymorfizm płciowy nie jest wyraźny.
U samca wierzch ciała jest zielony, złoto połyskujący. Środkowe sterówki brązowozielone, zewnętrzne zaś czarnoniebieskie z białymi zakończeniami. Najbardziej zewnętrzna sterówka do połowy czarnoniebieska, od połowy biała. Broda, pierś i boki zielone, połyskujące. Gardło, brzuch oraz pokrywy podogonowe czysto białe. Skrzydła purpurowobrązowe. Lotki drugorzędowe występują w liczbie siedmiu. Górna połowa dzioba czarna, dolna natomiast z początku różowa, następnie czarna. Samicę cechują jedynie nieznacznie mniejsze niż u samca wymiary.

## Zasięg występowania
Całkowity zasięg występowania szacowany jest na 2 540 000 km². Na północy swego zasięgu bielczyk spotykany jest w stanie Espirito Santo w lasach typu Mata Atlântica, a także w Minas Gerais. Występuje także na wyspie Santa Catarina. Południowa granica zasięgu występowania znajduje się w okolicach Mar del Plata w Argentynie, gdzie jest spotykany mimo postępującej urbanizacji regionu. Prócz tego bielczyk zasiedla Urugwaj oraz wschodnią połowę Paragwaju. Maksymalna wysokość, na jakiej jest spotykany, to 2400 m n.p.m.

## Behawior
U tego gatunku występuje torpor. W trakcie niego temperatura ciała spada do 12–18 °C. W locie 32 uderzenia skrzydeł na sekundę.

## Pożywienie
Żywi się nektarem z kwiatów wielu gatunków roślin. Wśród brazylijskich można wymienić Myrsine coriacea (pierwiosnkowate), Hippeastrum atibaya (amarylkowate), Siphocampylus sulfureus i Siphocampylus umbellatus (kaktusowate), Mabea fistulifera (wilczomleczowate), Stenorrhynchos lanceolatus (storczykowate) oraz Esterhazya macrodonta (zarazowate).
Przenosząc pyłki kwiatowe, bierze udział w zapylaniu. Wiadome jest, że zapyla m.in. następujące cztery gatunki roślin: Hippeastrum glaucescens (amarylkowate), Agarista hispidula (wrzosowate), Sinningia allagophyla (ostrojowate) oraz Esterhazya macrodonta (zarazowate). Dane dotyczące wyglądu zapylanych roślin przedstawia tabela:
| Roślina                 | Kształt kwiatu   | Barwa kwiatu         |
| ----------------------- | ---------------- | -------------------- |
| Hippeastrum glaucescens | w kształcie tuby | ciemnoczerwony       |
| Agarista hispidula      | w kształcie tuby | czerwony             |
| Sinningia allagophyla   | w kształcie tuby | pomarańczowoczerwony |
| Esterhazya macrodonta   | w kształcie tuby | pomarańczowoczerwony |

Kwiaty koralodrzewi (Erythrina spp.), których nektarem także się żywi, również są czerwone do pomarańczowych. Ornitogamia ze strony bielczyka ma miejsce również na kwiatach Tropaeolum pentaphyllum. Posiadają one czerwone ostrogi. Ich nektar zawiera 27–63% cukru. U badanych przedstawicieli ostrojowatych, na których żerowały Leucochloris albicollis, zawartość cukru w nektarze wynosiła 13,3–34,5%.

## Lęgi
Okres lęgowy trwa od listopada do marca.
Gniazdo ma kształt kubeczka. Na zewnętrzną jego część składa się mech połączony pajęczyną. Warstwa wewnętrzna składa się z puchu roślinnego, włókien roślinnych o barwie pomarańczowoczerwonej oraz płowej, niekiedy również puchu ptasiego. Przeważnie znajduje się w rozwidleniu gałęzi krzewu. Jego średnica wynosi około 5 cm, głębokość 18 mm, zaś grubość ścianek bocznych 1 cm.
Jajo ma wymiary około 13–16 × 8,6–10 mm. Jego masa wynosi około 0,7 grama. Składane w liczbie dwóch. Barwa śnieżnobiała.
Samica wysiaduje jaja sama przez 14 dni. Młode opuszczają gniazdo 25 dni po wykluciu.

## Pasożyty
Na podstawie okazów odnalezionych w upierzeniu bielczyka opisano nowy gatunek roztocza, Rhamphoeaulus sinuatus.

## Status i ochrona
Bielczyk klasyfikowany jest przez IUCN jako gatunek najmniejszej troski (LC, Least Concern) nieprzerwanie od 1988 roku. Nie jest znana liczebność populacji ani jej trend, jednak gatunek określany jako „pospolity”, co w połączeniu z bardzo dużym zasięgiem występowania nie budzi wątpliwości co do przetrwania gatunku.
Zasiedla 23 obszary sklasyfikowane jako Important Bird Area. Prócz tego spotykany w Parku Narodowym Serra do Cipó. Wymieniony jest w załączniku II CITES (obejmuje on wszystkie kolibry), prócz tego w Rozporządzeniu Rady (WE) Nr 338/97 z dnia 9 grudnia 1996 r.

### Relacje z ludźmi
John Gould w swym dziele A monograph on the Trochilidae wspominał, że od czasu do czasu skórki tego ptaka są wysyłane do Europy (ten tom, należący do całej serii monografii, ukazał się w roku 1861).
Średnica obrączki dla Leucochloris albicollis wynosi 6,5 mm.